# Милашки (фильм, 2020)
«Милашки» (фр. Mignonnes) — французский подростковый комедийно-драматический фильм 2020 года. Дебют в полнометражном кино режиссёра Маймуны Дукуре. Премьера фильма прошла на кинофестивале «Сандэнс». Фильм был позитивно воспринят большинством критиков, однако получил обвинения в сексуализации детей.

## Сюжет
Одиннадцатилетняя Амината из набожной мусульманской семьи переезжает со своей семьёй из Сенегала в Париж. Ами живёт вместе с матерью Мариам и двумя младшими братьями. Вся семья ждёт приезда из Сенегала отца. Однажды Ами подслушивает разговор матери и узнаёт, что её отец нашёл себе вторую жену и приедет к ним вместе с ней. С этого момента Ами больше отца не ждёт.
В школе Ами обращает внимание на компанию девочек, которые занимаются танцами. Вскоре Ами удаётся подружиться с их заводилой Анжеликой, а затем и с остальными: Кумбой, Джесс и Ясмин. Эти девочки называют себя «Милашками» и собираются принять участие в конкурсе талантов. Своими главными соперницами они считают команду старшеклассниц.
Некоторое время спустя в команде «Милашек» возникает конфликт и из команды исключают Ясмин. Ами просится в команду на её место, но Анжелика объясняет, что конкурс совсем скоро и учить её танцевать времени уже нет, а значит и их выступление сорвано. Ами показывает ей танцевальные движения, которые она выучила самостоятельно по видео в интернете. Ранее она украла мобильный телефон у своего двоюродного брата. Ами тут же принимают в команду, поскольку она знает даже тверк-движения, которым она обучает остальных.
Семья Ами готовится к приезду главы семьи и его свадьбе со второй женой. У Ами в свою очередь начинается конфликт с матерью и тётей. Девочка ворует деньги, неприлично одевается. Позже она публикует в интернете свою интимную фотографию, а потом дерётся в школе с одноклассником. Даже «Милашки» не хотят с ней больше общаться и возвращают в команду Ясмин.
Наступает день свадьбы, который одновременно является и днём конкурса талантов. Ами не хочет видеть свадьбу, поэтому сбегает на конкурс. По дороге она сбрасывает в реку Ясмин и, поскольку та не является, «Милашки» позволяют Ами выступить с ними. Девочки танцуют свой тверк-танец, который не очень нравится публике. В какой-то момент у Ами с головы слетает свадебное конфетти, и она понимает, что её место не здесь. Ами покидает сцену и возвращается домой, где примиряется с матерью. Присутствовать на свадьбе она по-прежнему не хочет, поэтому отправляется на улицу, где прыгает через скакалку, как обычный ребёнок.

## В ролях
- Фатия Юсуф — Ами
- Медина Эль Айди — Анжелика
- Эстер Гоуру — Кумба
- Илана Ками-Гурсолы — Джесс
- Мириам Хамма — Ясмин
- Маймуна Гуйе — Мариам
- Мбисин Тереза Диоп — тётя
- Демба Диау — Исмаэль
- Мамаду Самаке — Самба

## Производство и выпуск
Впервые франко-сенегальский режиссёр Маймуна Дукур заявила о себе в 2015 году, когда её короткометражный фильм «Мама (мамы)» был показан на множестве кинофестивалей и получил несколько наград, в том числе премию «Сезар» за «Лучший короткометражный фильм», приз жюри на кинофестивале «Сандэнс» и приз за «Лучший иностранный короткометражный фильм» на Кинофестивале в Торонто.
По словам Дукур идея для своего следующего уже полнометражного фильма появилась у неё после того, как она случайно попала на любительский конкурс талантов в северном Париже. Среди конкурсантов там были девочки, одетые в довольно сексуальные наряды и танцевавшие в вызывающей манере. В зале при этом присутствовали и африканские матери. Дукур была ошеломлена увиденным. Следующий год она посвятила исследованию этой темы. Ей было интересно, понимают ли эти молодые девушки, что они делают и что вообще заставляет их так вызывающе одеваться, танцевать, а затем публиковать эти видео в интернете. В конце концов, она пришла к выводу, что эти дети очень сильно зависят от социальных сетей и «лайков», а в своём поведении пытаются подражать взрослым. Дукур написала об этом сценарий, добавив в него и свою историю девочки-беженки. Сама Дукур родилась в Париже, но её родители приехали из Сенегала.
Подбор главных героинь длился почти шесть месяцев. Было отсмотрено порядка 650 кандидаток. В январе 2020 года на кинофестивале «Сандэнс» состоялась премьера фильма. В феврале фильм был показан на 70-м Берлинском кинофестивале. Компания Netflix приобрела права на распространение фильма по всему миру кроме Франции. Во Франции фильм должен был выйти в прокат 1 апреля 2020 года, но релиз был отменён из-за начавшейся пандемии коронавируса. В итоге во Франции фильм вышел 19 августа. Выход фильма на Netflix состоялся 9 сентября.

## Споры вокруг фильма

### Маркетинговая компания
На оригинальном французском постере главные героини фильма идут по дороге на фоне конфетти. Netflix же для продвижения фильма использовал изображение, на котором героини показаны в откровенных нарядах и провокационных позах. Этот постер, а также трейлер фильма, подверглись критике в социальных сетях за сексуализацию 11-летних девочек. Компания Netflix извинилась. Спорный постер был убран. Описание фильма также было изменено. На платформе Change.org появились петиции, призывающие вообще запретить фильм. Петиции стали собирать сотни тысяч подписей. Против фильма выступил и Родительский совет по телевидению (PTC). Фильм также критиковали за пропаганду стереотипов о мусульманах.
Министерство по делам семьи Турции обратилось в Совет по радио и телевидению (RTÜK) с просьбой оценить этот фильм. Впоследствии Совет обратился к Netflix и потребовал фильм удалить. За несколько дней до выхода фильма он был удалён из каталога Netflix для зрителей из Турции.
Режиссёр Маймуна Дукур рассказала, что получила множество угроз в социальных сетях после появления постера и трейлера на Netflix. По её словам компания новый постер с ней не согласовывала, но после начала скандала руководство Netflix с ней связалось и извинилось за этот постер.

### Выход на Netflix
10 сентября, на следующий день после выхода фильма, в тренды Твиттера вышел хештег #CancelNetflix. Одновременно пользователи стали занижать рейтинг фильма на сайтах посвящённых кино. Это был второй фильм Netflix в 2020 году, вызвавший негативную реакцию и полемику. Перед этим критике подвергался польский эротический фильм «365 дней», вышедший на платформе ранее.
В ответ Netflix выступили в защиту фильма. В компании пояснили, что фильм представляет собой «социальный комментарий против сексуализации детей» и призвали подписчиков посмотреть его. В подобном духе высказалась и режиссёр Маймуна Дукур. Она отметила, что люди, которые изначально негативно восприняли фильм, его не видели и предложила теперь, когда фильм уже вышел, посмотреть его. В другом интервью она сказала, что хотела, чтобы фильм вызвал дискуссию, однако совсем не ту, которая вокруг него началась.
После выхода фильма на Netflix он попал в топ-5 по просмотрам в США на этой платформе и в топ-10 в 17 других странах. С другой же стороны в первые дни после выхода фильма количество отписок от Netflix увеличилось в 8 раз по сравнению с обычным средним показателем.
23 сентября Большое жюри в округе Тайлер, штат Техас, предъявило компании Netflix обвинение в распространении непристойных визуальных материалов с изображением детей.

## Рецензии
В большинстве своём рецензии на фильм от критиков были положительными. На сайте Rotten Tomatoes фильм имеет рейтинг «свежести» 86 % на основе 81 отзыва. На сайте Metacritic рейтинг составляет 67 баллов из 100 на основе 16 рецензий. Моника Кастильо из RogerEbert.com дала фильму четыре звезды из четырех, заявив, что «Милашки» — это «сложный фильм», в котором идея «изображение не равно одобрению» доведена до предела. Дэвид Фир из Rolling Stone оценил фильм на 3 звезды из 5, назвав его «чувствительным портретом болезненного роста, который заслуживает того, чтобы его увидели».
В плане сюжета фильм сравнивали с такими фильмами как «Девичество» (2014) Селин Сьяммы, «Приступы» (2015) Анны Роуз Холмер и «Атлантика» (2019) Мати Диоп.